# Брдски топ 75мм Шкода М15
Брдски топ Шкода 75 mm модел 1915 (75 mm M.15) је Аустроугарско артиљеријско оруђе из Првог светског рата. Производило се у Skodawerke Actien-Gesellschaft у Плзењу.
После Првог светског рата Шкода је производила модернизовану верзију овог оруђа под ознаком М.28.

## Спецификација
- Калибар: 75
- Тежина: 613
- Дужина цеви: 1,155 m (L/15,4)
- Тежина пројектила: 6,35
- Брзина на излазу из цеви: 349
- Домет: 8250
- Елевација: -10/+50°
- Хоризонтално поље дејства: 7°